# Portret van mevrouw Matisse. De groene streep
Portret van mevrouw Matisse. De groene streep (Deens: Portræt af Madame Matisse. Den grønne stribe) is een schilderij van Henri Matisse uit 1905. Het maakt sinds 1936 deel uit van de collectie van het Statens Museum for Kunst (SMK) in Kopenhagen.

## Voorstelling
Matisse bracht de zomer van 1905 samen met collega-kunstenaar André Derain door in het mediterrane vissersstadje Collioure. Daar onderzochten ze de rol van kleur in hun kunst. Dit legde de basis voor het fauvisme, een beweging die werd gekenmerkt door het gebruik van levendige en onnatuurlijke kleuren en de vereenvoudiging van lijnen.
Matisse maakte De Groene Streep waarschijnlijk in de herfst van 1905 in Parijs, kort na zijn terugkomst uit Collioure. Het schilderij toont de buste van Amélie, de echtgenote van de schilder, met één kant van haar gezicht in direct licht, weergegeven door roze met oranje en rood langs haar kin en oor, en de andere kant geverfd in geel, wat schemering aangeeft. Het midden van haar gezicht heeft een verticale groene streep van haar haarlijn langs haar neus tot haar bovenlip. Haar haar, wenkbrauwen en ogen zijn diepblauw en ze is gekleed in een oranje en roze blouse of jurk met een blauwgroene halslijn. De achtergrond is verdeeld in roze en oranje aan de ene en blauwgroen aan de andere kant.
Deze gewaagde kleuren zijn aangebracht in vlakken die de gelaatstrekken van mevrouw Matisse en de verlichting van de kamer waarin ze zit definiëren. Deze blokken van pure kleur lijken op de technieken van Gauguin en Van Gogh en tonen hoe Matisses benadering van kleur zich vormde naarmate hij zich afkeerde van het impressionisme. Deze ontwikkeling komt naar door De groene streep te vergelijken met Vrouw met een hoed, een ander portret van zijn vrouw dat korte tijd eerder ontstond. Op het eerdere werk gebruikte Matisse kortere verfstreken en een verscheidenheid aan vermengde kleuren, waardoor een grillige weergave ontstond. De groene streep is strenger en intiemer met hardere lijnen en een focus op Amelies gezicht. Intensiteit en leven komen voort uit de zuiverheid van kleur en de spanning tussen de contrasterende kleuren in elk deel van haar gezicht. 
De groene streep is geen natuurgetrouwe weergave of een psychologische portret van Amélie Matisse. Zowel critici als vrienden waren echter verontrust door het gebrek aan menselijkheid in dit portret. Een vriend van de eigenaren van het schilderij, Michael en Sarah Stein, noemde het "een krankzinnige karikatuur van een portret", en in 1910 schreef criticus Gelett Burgess dat De Groene Streep Matisses "straf" voor Amélie was, die de kijker dwong "haar op een vreemde en verschrikkelijke manier te zien". De kunsthistoricus John Klein heeft gesuggereerd dat moeilijkheden in het huwelijk van de Matisses mogelijk hebben bijgedragen aan het onpersoonlijke en maskerachtige karakter van het portret.

## Herkomst
De Amerikaanse verzamelaar Michael Stein, de oudere broer van de schrijfster Gertrude Stein, en zijn vrouw Sara waren de eerste eigenaren van het schilderij. Foto's laten zien dat het een prominente plaats in een van hun woonvertrekken had. Na de Eerste Wereldoorlog kwam De groene streep in bezit van de Deense zakenman Christian Tetzen. Hoewel zijn verzameling in jaren 1920 uiteen viel, hield hij dit schilderij tot aan zijn dood in 1936.

## Afbeelding

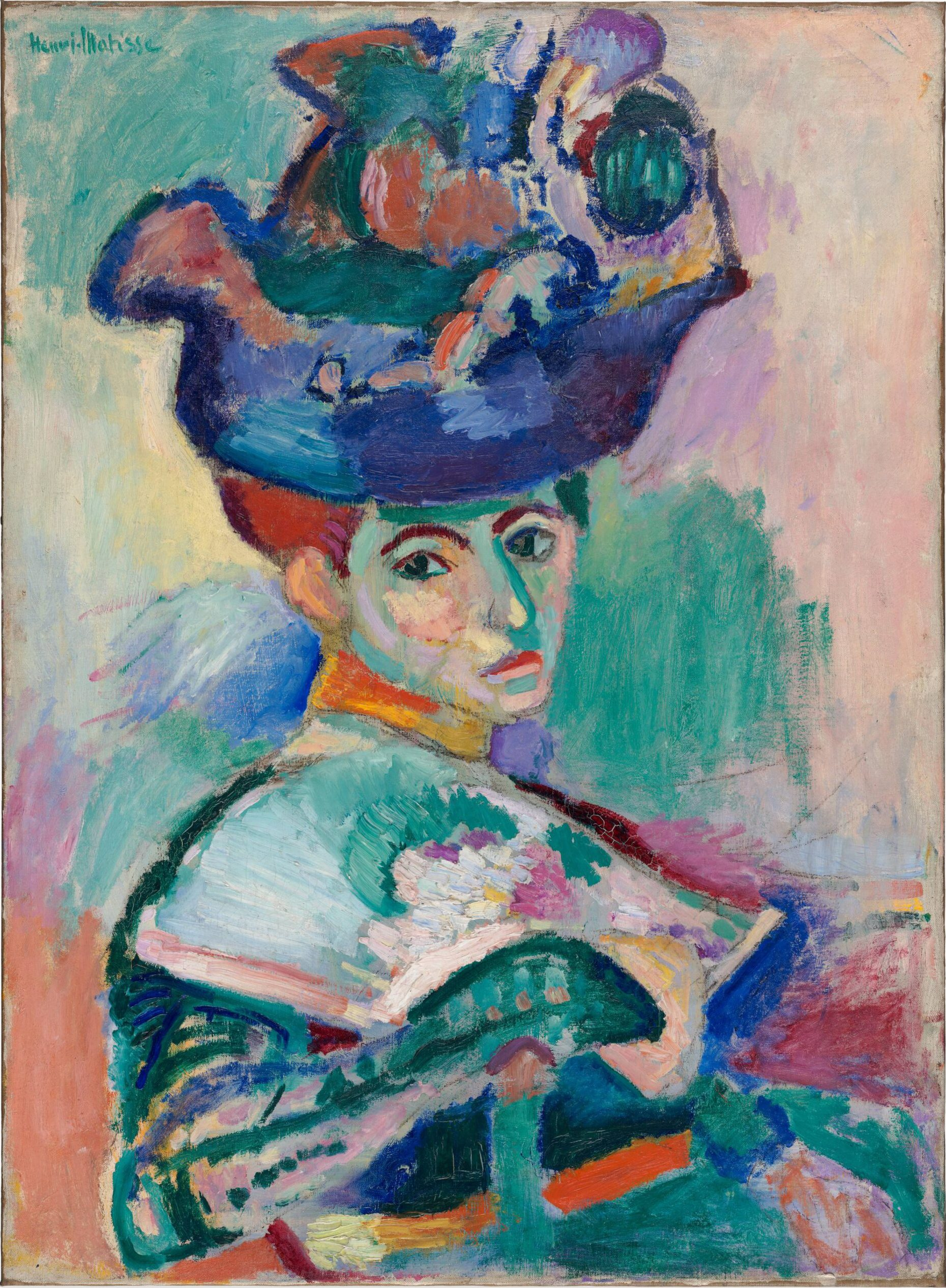
Vrouw met een hoed